# تعمية (إجرائية)

رسم توضيحي بسيط لتعمية بالمفتاح العام، وهو أحد أكثر أشكال التعمية استخدامًا

في علم التعمية، التعمية أو التشفير هي إجرائية ترميز المعلومات. تحوّل هذه الإجرائية التمثيل الأصلي للمعلومات، المعروف باسم النص الواضح، إلى نموذج بديل يعرف باسم النص المعمى. من الناحية المثالية، يمكن للأطراف المخولة فقط فك تعمية النص المعمى وإعادته إلى نص واضح والوصول إلى المعلومات الأصلية. التعمية في حد ذاتها لا تمنع التداخل ولكنها تمنع المحتوى الواضح من الوصول إلى المعترض المحتمل.
لأسباب تقنية، يَستخدم نظام التعمية عادةً مفتاح تعمية شبه عشوائي مولد بخوارزمية. من الممكن فك تعمية الرسالة دون امتلاك المفتاح، ولكن يتطلب أسلوب تعمية مصمم جيدًا وموارد ومهارات حوسبية معتبرة. يمكن للمستقبِل المخول فك تعمية الرسالة بسهولة باستخدام المفتاح الذي يوفره المنشئ للمستقبِلين ولكن ليس للمستخدمين غير المخولين.
تاريخيًا، اُستخدمت أشكال مختلفة من إجرائية التعمية للمساعدة في التعمية. غالبًا ما كانت تقنيات التعمية القديمة تُستخدم في الرسائل العسكرية. ومنذ ذلك الحين، ظهرت تقنيات جديدة وأصبحت شائعة في جميع مجالات الحوسبة الحديثة. تَستخدم أنظمة التعمية الحديثة مفاهيم المفتاح العام والمفتاح المشترك. تضمن تقنيات التعمية الحديثة الأمان لأن الحواسيب الحديثة غير فعالة عند كسر التعمية.